# Rozbórz Długi
Rozbórz Długi – wieś w Polsce, położona w województwie podkarpackim, w powiecie jarosławskim, w gminie Pruchnik.
W latach 1975–1998 miejscowość administracyjnie należała do województwa przemyskiego.

## Części wsi
| SIMC    | Nazwa      | Rodzaj    |
| ------- | ---------- | --------- |
| 0608440 | Dół        | część wsi |
| 0608457 | Góra       | część wsi |
| 0608463 | Jawornik   | część wsi |
| 0608470 | Krzyżówka  | część wsi |
| 0608486 | Parcelacja | część wsi |

## Historia
Nazwa „Długi” wsi pochodzi od rozciągniętej podłużnie zabudowy. Nazwa miejscowości ulegała zmianom. W XV wieku wieś nazywano „Wola Rozborska”, później „Rozbórz Nowy”, a niekiedy „Rozbórz Wielki”. Od XVIII w. nazwa ma brzmienie jak dziś. W okolicach Rozborza Długiego przeważają gleby lessowe i czarnoziemy.
Rozbórz (wraz z innymi wsiami) należał do rodziny Rozborskich herbu Korczak od połowy XIV do połowy XVI wieku. Od roku 1549 przez niemal 150 lat wieś była własnością rodziny Wojakowskich. Majątek przejęli później Konopaccy. W połowie XVIII wieku wykupił go Antoni Konopacki, skarbnik przemyski, i wybudował w okolicy dwa drewniane dwory (dolny i górny, istniały do II wojny światowej, zniszczone po niej). Majątek i jego składniki często zmieniał właścicieli. Z rąk rodziny Konopackich przeszedł w posiadanie rodziny Wolskich. Ludomir Wolski zastał zabudowania w 1919 r. w ruinie (wojny, częste zmiany użytkowników). Z zabudowań dworskich do dziś pozostały tylko części parku.
W II Rzeczypospolitej miejscowość w powiecie przeworskim województwa lwowskiego.
Grupa niemieckich żandarmów, którym pomagała Ukraińska Policja Pomocnicza, w 1940 zamordowała we wsi 4 Żydów, a 7 marca 1943 także 6 Polaków.
Wieś ma charakter rolniczy. Budynki użyteczności publicznej: Dom Strażaka, szkoła, boiska sportowe.